# بیت الماس (روستا)
 بیت الماس  به عربی ( بیت اَلمَاس )، روستایی است در دهستان المُقنَع از توابع استان اَبیَن در کشور یمن در شبه جزیره عربستان.

## جمعیت
جمعیت آن ۸۰ نفر ۷ خانوار می‌باشد.